# ایستگاه اوداوارا
ایستگاه اوداوارا (به ژاپنی: 小田原駅 Odawara-eki) یک ایستگاه قطار واقع در اوداوارا، کاناگاوا در ژاپن است. این ایستگاه در ورودی به منطقه گردشی هاکونه محسوب می‌شود.